# Subdivisions de Turku
La ville de Turku, en Finlande, est subdivisée en 9 districts (finnois : suuralueet, suédois : storområden) qui sont divisés en 87 quartiers (finnois : kaupunginosat, suédois : stadsdelar),.

## Les districts de Turku
1. Keskusta
2. Hirvensalo-Kakskerta
3. Uittamo-Skanssi
4. Varissuo-Lauste
5. Nummi-Halinen
6. Runosmäki-Raunistula
7. Länsikeskus
8. Pansio-Jyrkkälä
9. Maaria-Paattinen

## Les quartiers de Turku par district
En 2019, Turku a 9 districts et 87 quartiers

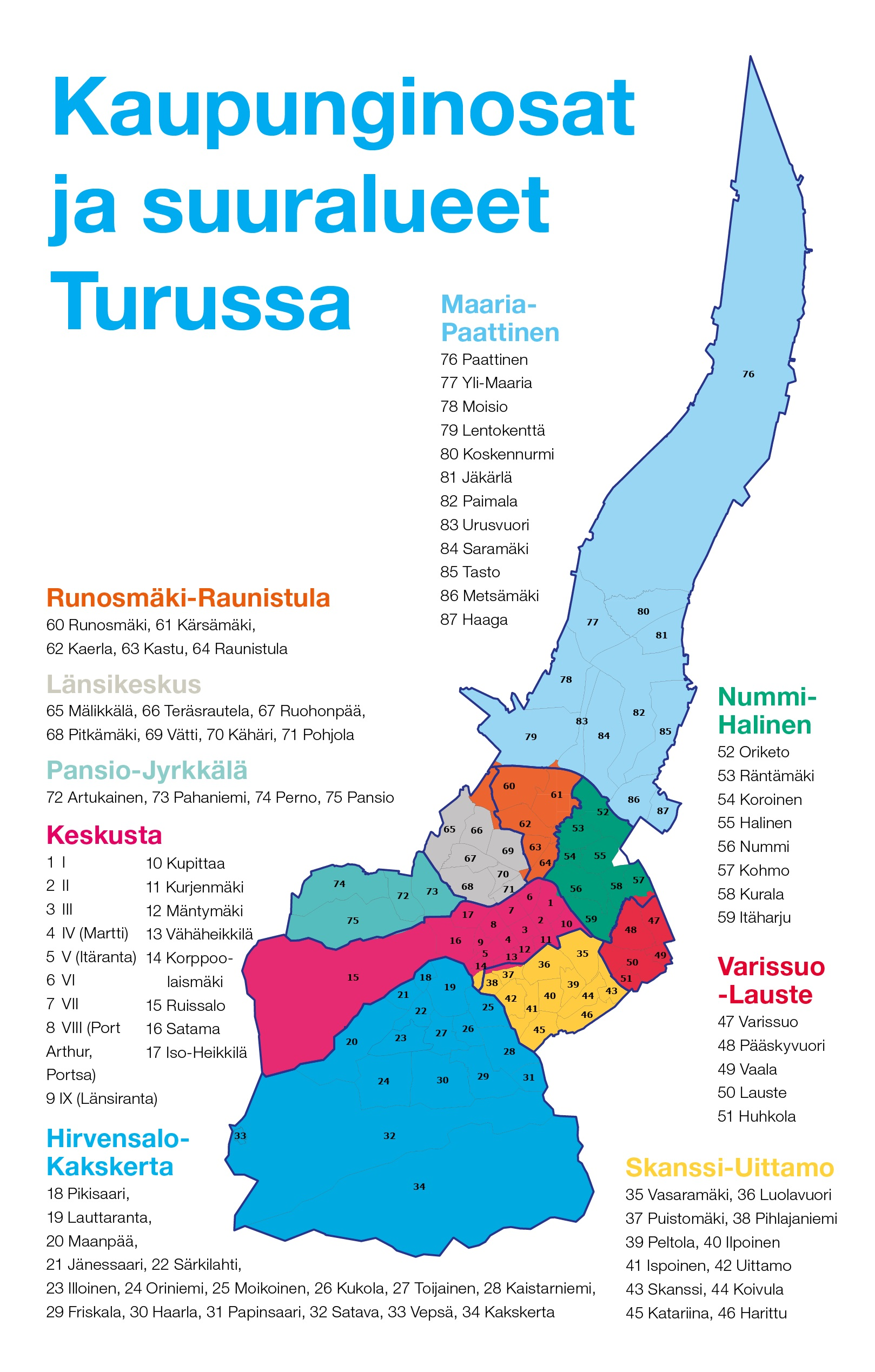
Les districts de Turku en 2017

### Keskusta
- 1.Quartier I ,
- 2.Quartier II ,
- 3.Quartier III ,
- 4. Quartier IV - Martti,
- 5.Quartier V  Itäranta,
- 6.Quartier VI,
- 7.Quartier VII ,
- 8.Quartier VIII - Port Arthur,
- 9.Quartier IX - Länsiranta,
- 10.Kupittaa,
- 11.Kurjenmäki,
- 12.Mäntymäki,
- 13.Vähäheikkilä,
- 14.Korppolaismäki,
- 15.Ruissalo,
- 16.Satama,
- 17.Iso-Heikkilä
- 68.Pitkämäki,

### Hirvensalo-Kakskerta
- 18.Pikisaari,
- 19.Lauttaranta,
- 20.Maanpää,
- 21.Jänessaari,
- 22.Särkilahti,
- 23.Illoinen,
- 24.Oriniemi,
- 25.Moikoinen,
- 26.Kukola,
- 27.Toijainen,
- 28.Kaistarniemi,
- 29.Friskala,
- 30.Haarla,
- 31.Papinsaari,
- 32.Satava,
- 33.Vepsä,
- 34.Kakskerta

### Uittamo-Skanssi
- 35.Vasaramäki,
- 36.Luolavuori,
- 37.Puistomäki,
- 38.Pihlajaniemi,
- 39.Peltola,
- 40.Ilpoinen,
- 41.Ispoinen,
- 42.Uittamo,
- 43.Skanssi,
- 44.Koivula,
- 45.Katariina,
- 46.Harittu,

### Varissuo-Lauste
- 47.Varissuo,
- 48.Pääskyvuori,
- 49.Vaala,
- 50.Lauste,
- 51.Huhkola

### Nummi-Halinen
- 52.Oriketo,
- 53.Räntämäki,
- 54. Koroinen,
- 55.Halinen,
- 56.Nummi,
- 57.Kohmo,
- 58.Kurala,
- 59.Itäharju

### Runosmäki-Raunistula
- 60.Runosmäki,
- 61.Kärsämäki,
- 62.Kaerla,
- 63.Kastu,
- 64.Raunistula

### Länsikeskus
- 60.Runosmäki
- 62.Kaerla
- 64.Raunistula
- 65.Mälikkälä,
- 66.Teräsrautela,
- 67.Ruohonpää,
- 68.Pitkämäki,
- 69.Vätti,
- 70.Kähäri ,
- 71. Pohjola,

### Pansio-Jyrkkälä
- 68.Pitkämäki,
- 72.Artukainen,
- 73.Pahaniemi,
- 74.Perno,
- 75.Pansio,

### Maaria-Paattinen
- 76.Paattinen,
- 77.Yli-Maaria,
- 78.Moisio,
- 79.Lentokenttä,
- 80.Koskennurmi,
- 81.Jäkärlä,
- 82. Paimala,
- 83.Urusvuori,
- 84.Saramäki,
- 85.Tasto,
- 86.Metsämäki,
- 87.Haaga

## Quartiers partagés
1. Korppolaismäki fait partie de Keskusta et de Skanssi-Uittamo
2. Nummi fait partie de Keskusta et de Nummi-Halinen
3. Pihlajaniemi fait partie de Keskusta et de Skanssi-Uittamo
4. Vähäheikkilä fait partie de Keskusta et de Skanssi-Uittamo
5. Kaerla fait partie de Runosmäki-Raunistula et de Länsikeskus
6. Raunistula fait partie de Runosmäki-Raunistula et de Länsikeskus
7. Runosmäki fait partie de Runosmäki-Raunistula et de Länsikeskus
8. Pitkämäki fait partie de Keskusta, Länsikeskus et Pansio-Jyrkkälä